# Schradera puberula
Schradera puberula är en måreväxtart som beskrevs av Julian Alfred Steyermark. Schradera puberula ingår i släktet Schradera och familjen måreväxter.
Artens utbredningsområde är Colombia. Inga underarter finns listade i Catalogue of Life.